# Mazda 929
Mazda 929 — автомобілі E-класу виробництва японської автомобільної компанії Mazda Motor Co.

## Перше покоління
Вперше Mazda 929 з'явилася в 1973 році, в якості експортної назви автомобілів другого покоління Mazda Luce з поршневим двигуном. Mazda 929/Luce був великим (для Японії) купе, седаном і універсалом з 1769-кубовим двигуном Mazda VB. Потужність двигуна 94 к.с. (69 кВт), крутний момент 137 Нм.
Mazda 929/Luce був доопрацьований в 1975 році, з'явився опціональний 1970-кубовий двигун потужністю 103 к.с. (76 кВт) і моментом 167 Нм з двох-камерним карбюратором.

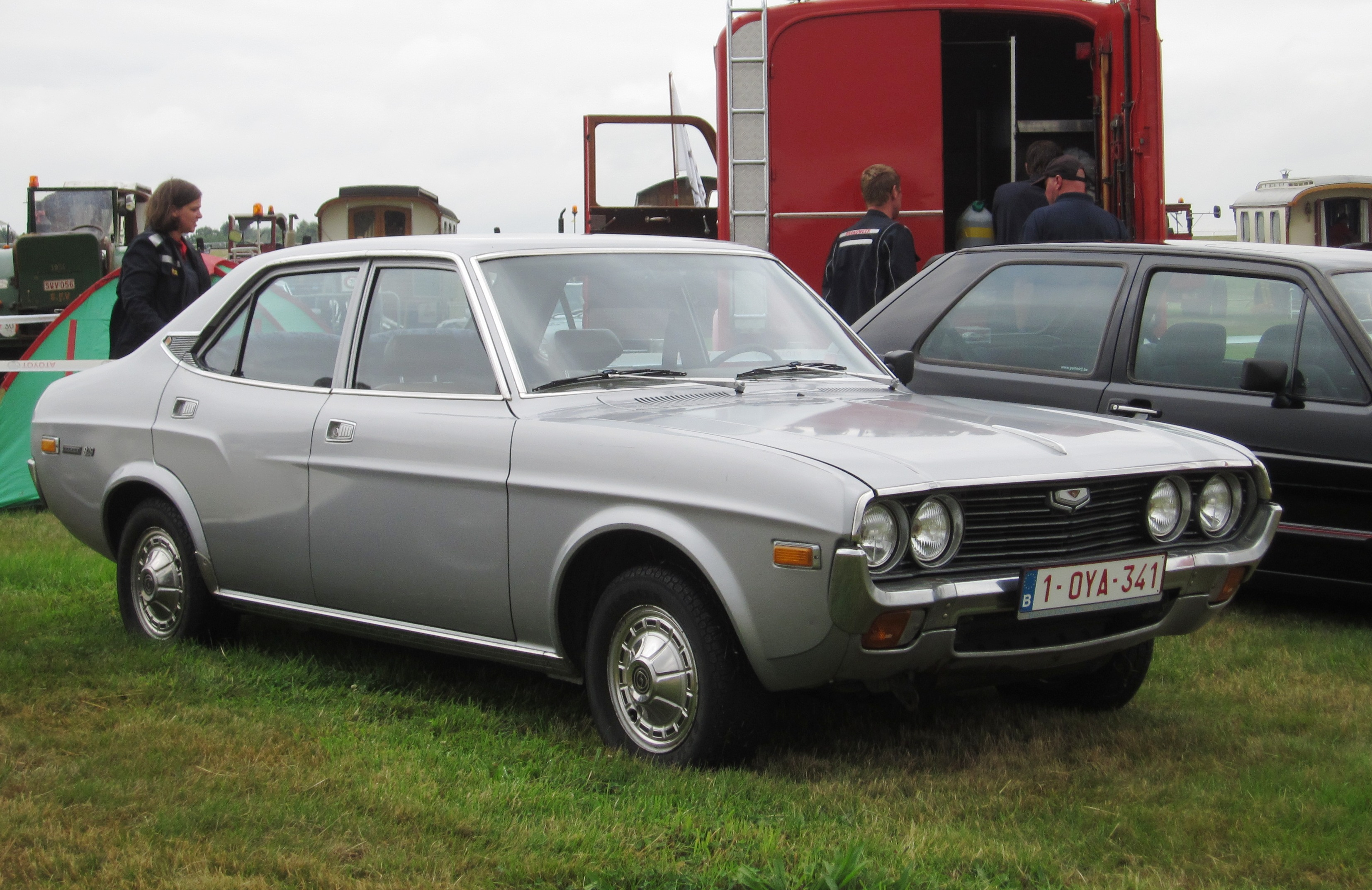
Mazda 929 (1973–1976)
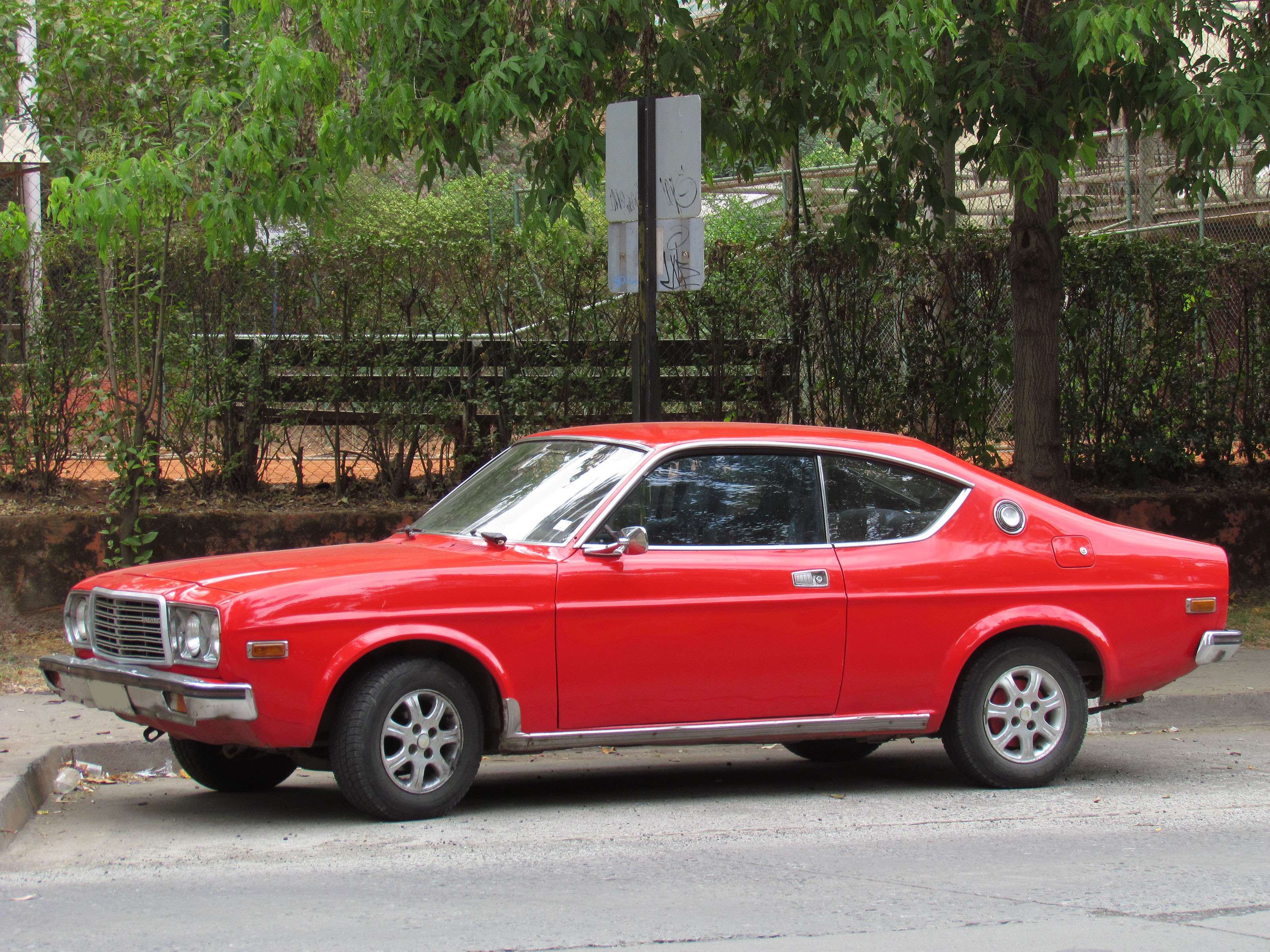
Mazda 929 Coupé (1973–1976)

## Друге покоління
Друге покоління випускалося з 1977-го по 1982 рік.

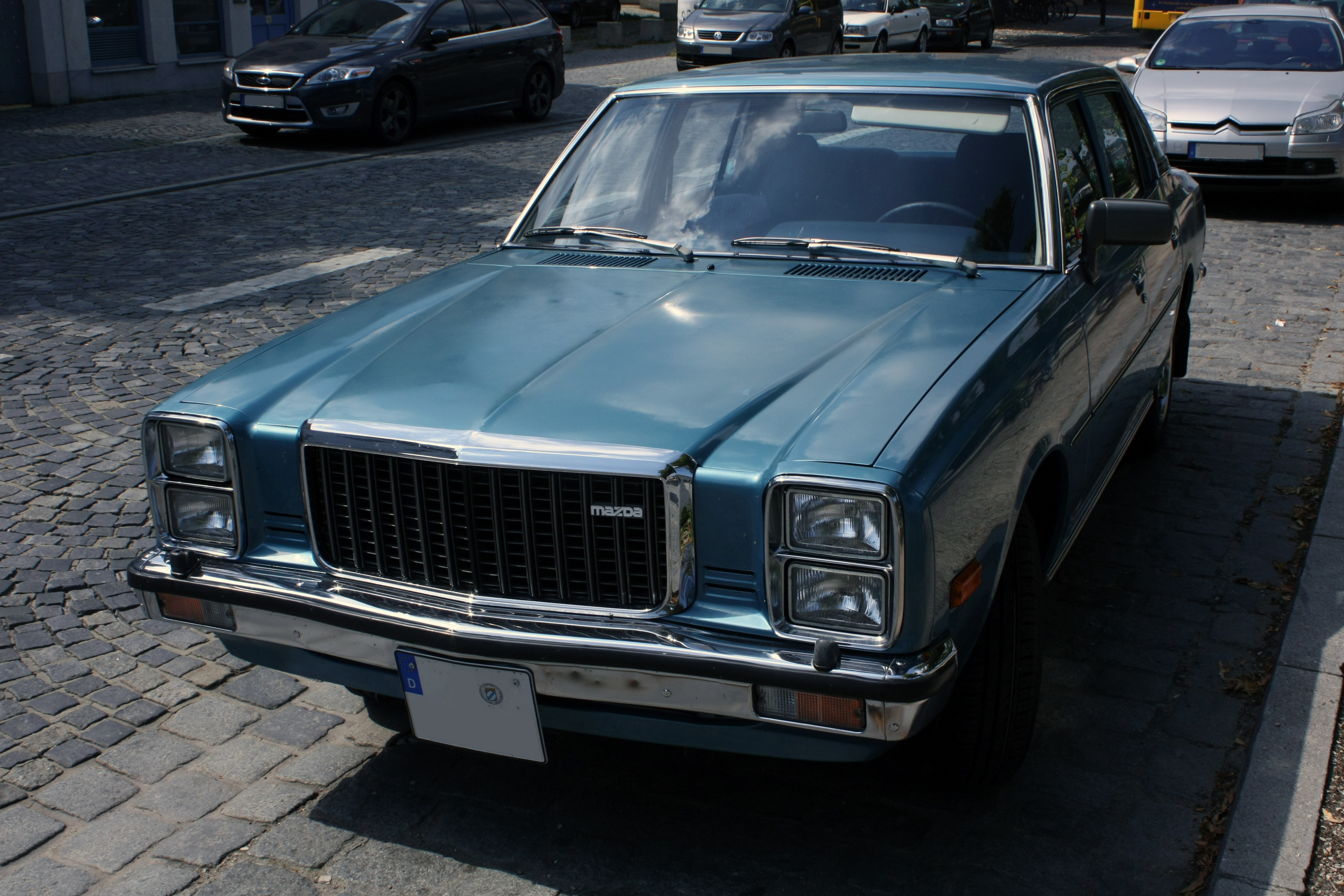
Mazda 929L (1978–1980)
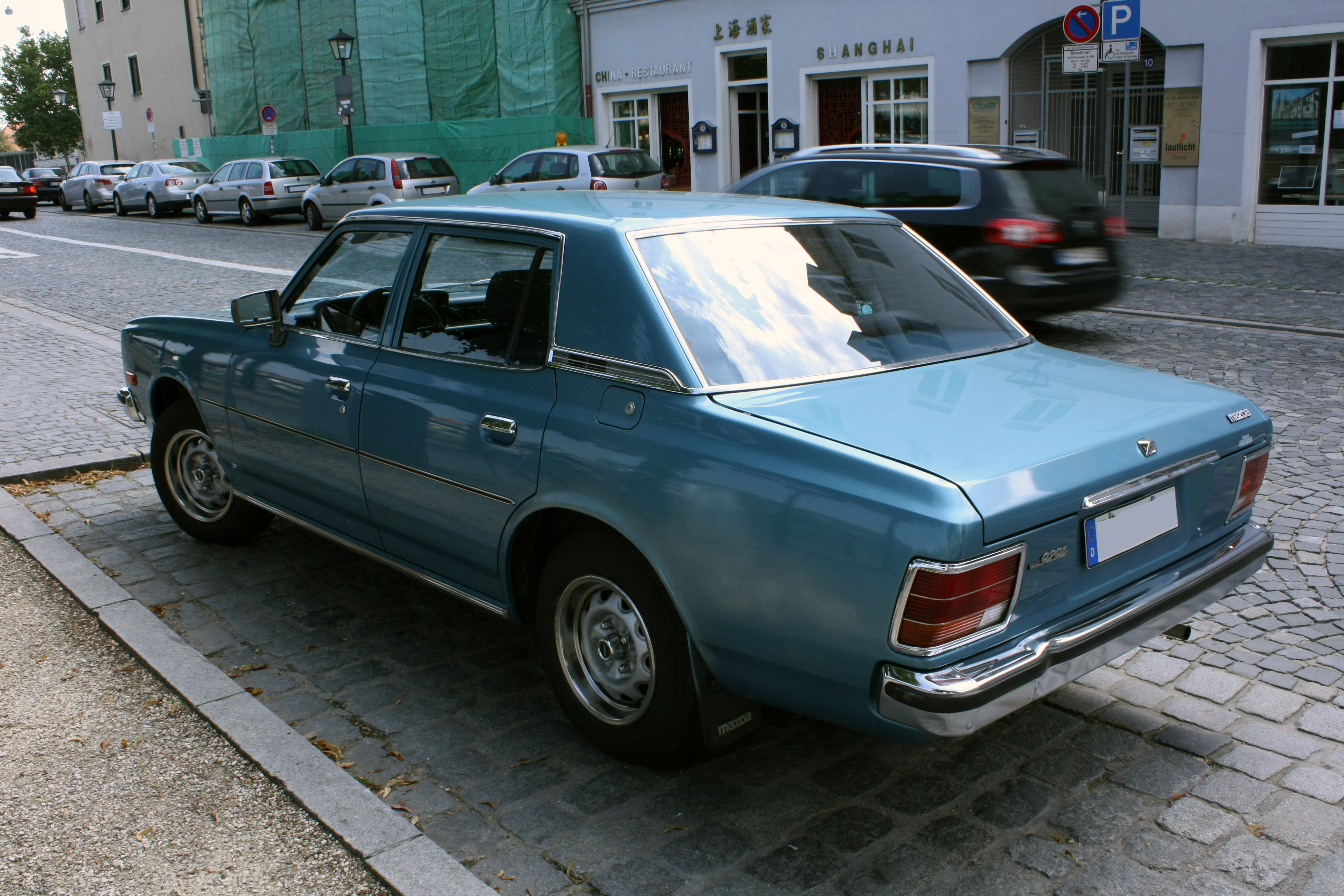
Mazda 929L (1978–1980)
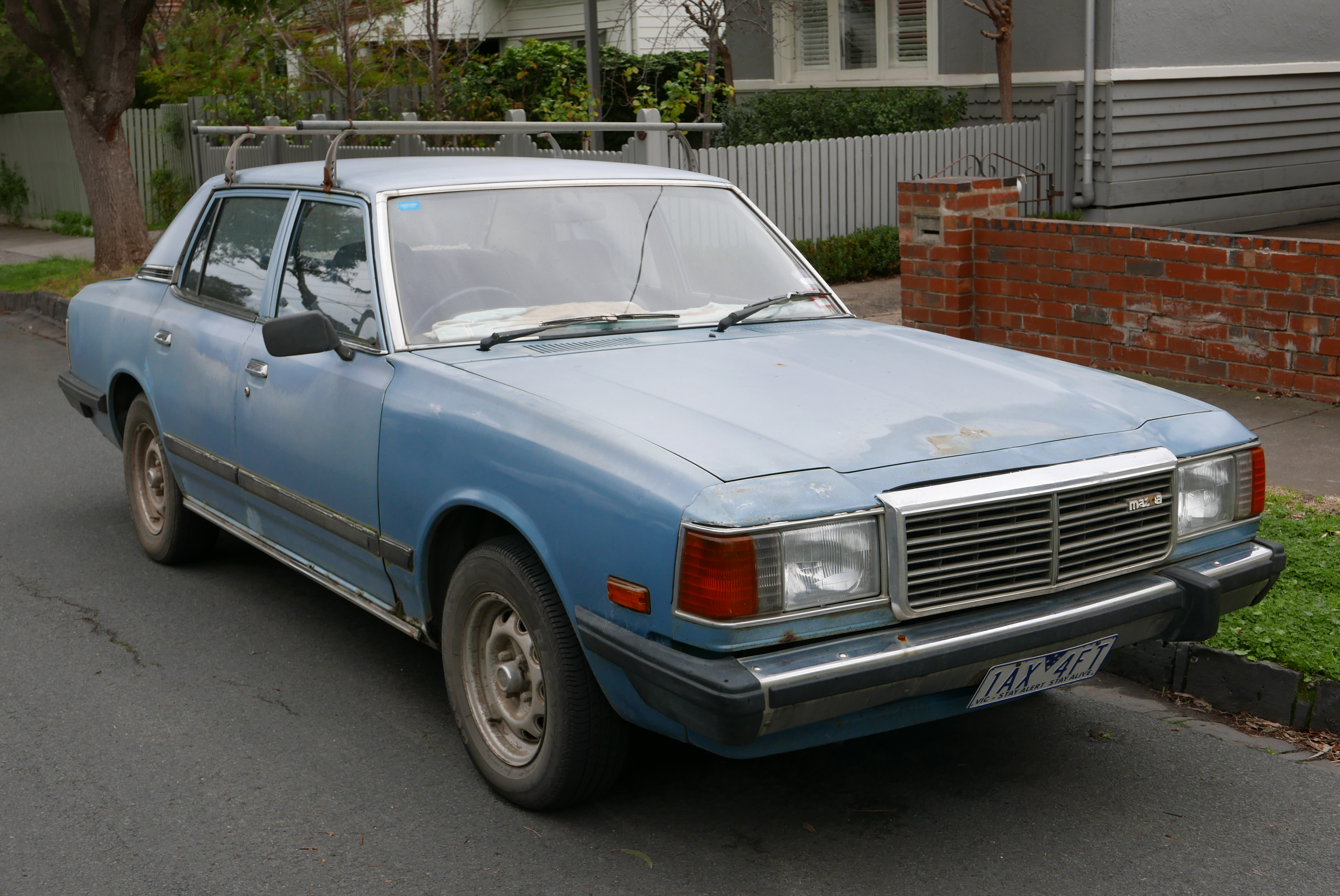
Mazda 929L (1980–1982)

## Третє покоління
Третє покоління випускалося з 1982 по 1987 рік.

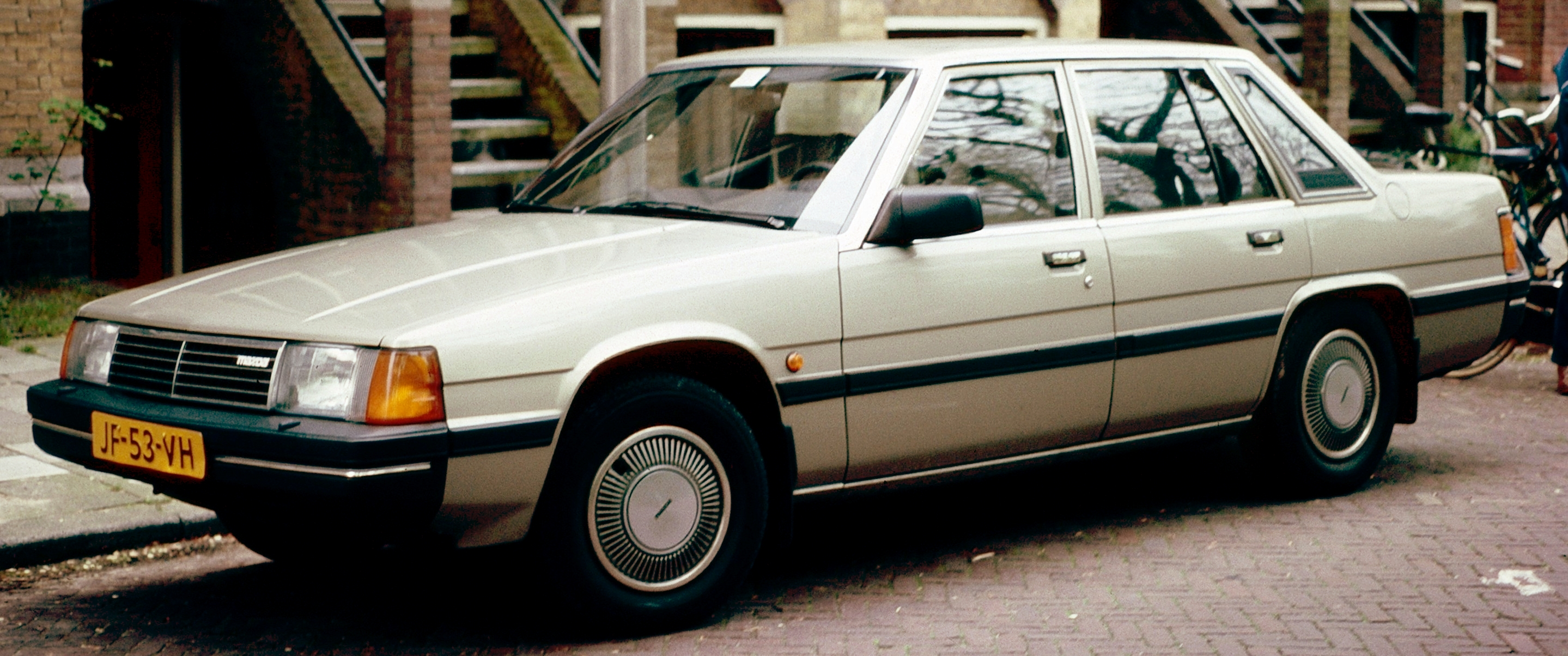
Mazda 929 седан (1982–1984)
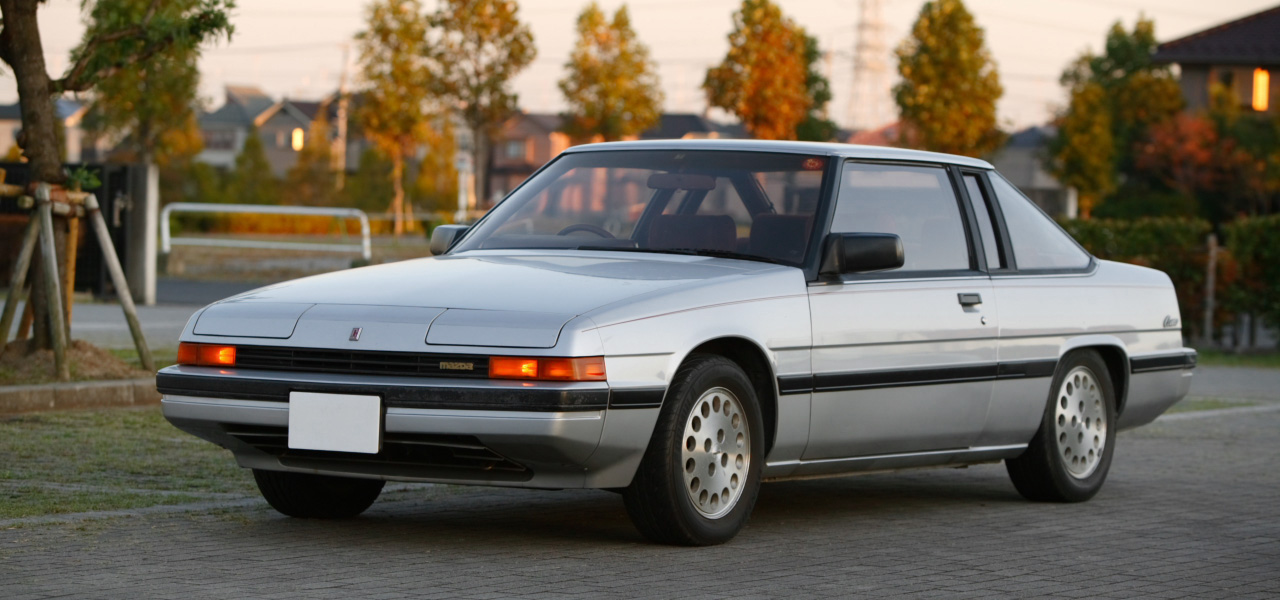
Mazda 929 Coupé (1984–1987)
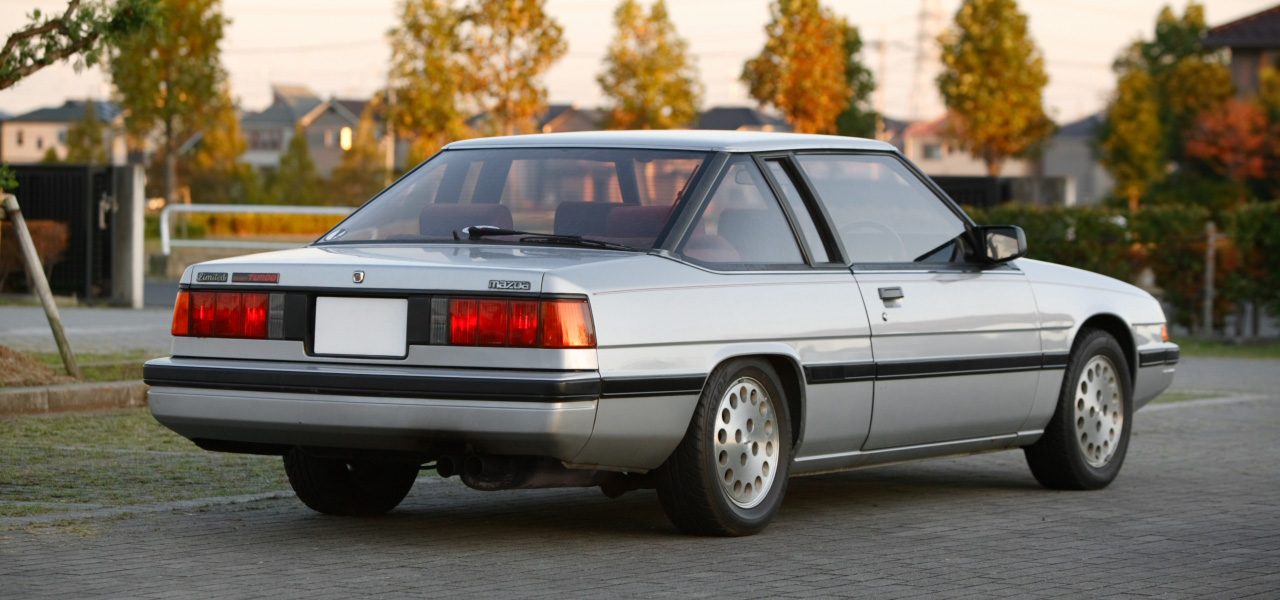
Mazda 929 Coupé (1984–1987)

## Четверте покоління
Четверте покоління протрималося на конвеєрі з 1987-го до 1992 року. Габаритні розміри автомобілів цих років випуску 4885х1700х1430, колісна база 2710 мм. Споряджена маса 1310 кг. Дорожній просвіт 170 мм. Об'єм багажника 427 л. Mazda цього покоління комплектувалася двома двигунами об'ємом 2,2 л: інжекторним (136 к.с.) і карбюраторним (115 к.с.).
Автомобілі 1994 року випуску стали комплектувати 3,0-літровими V6, 18 - або 24-клапанними двигунами потужністю 160 або 205 к.с.
У 1994 році Mazda 929 зняли з виробництва. У Японії ця модель називалася Luce (до 1991 року), а потім Sentia.

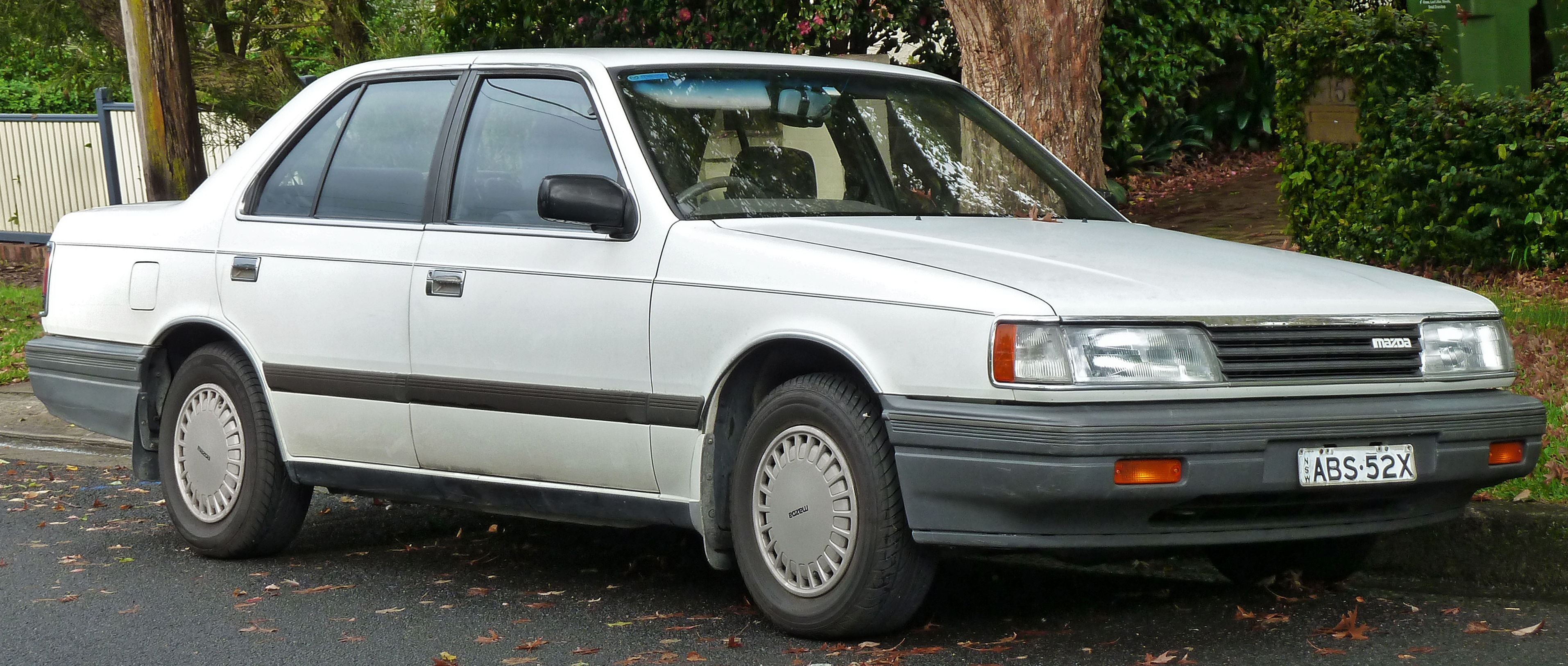
Mazda 929 седан (1987–1991)
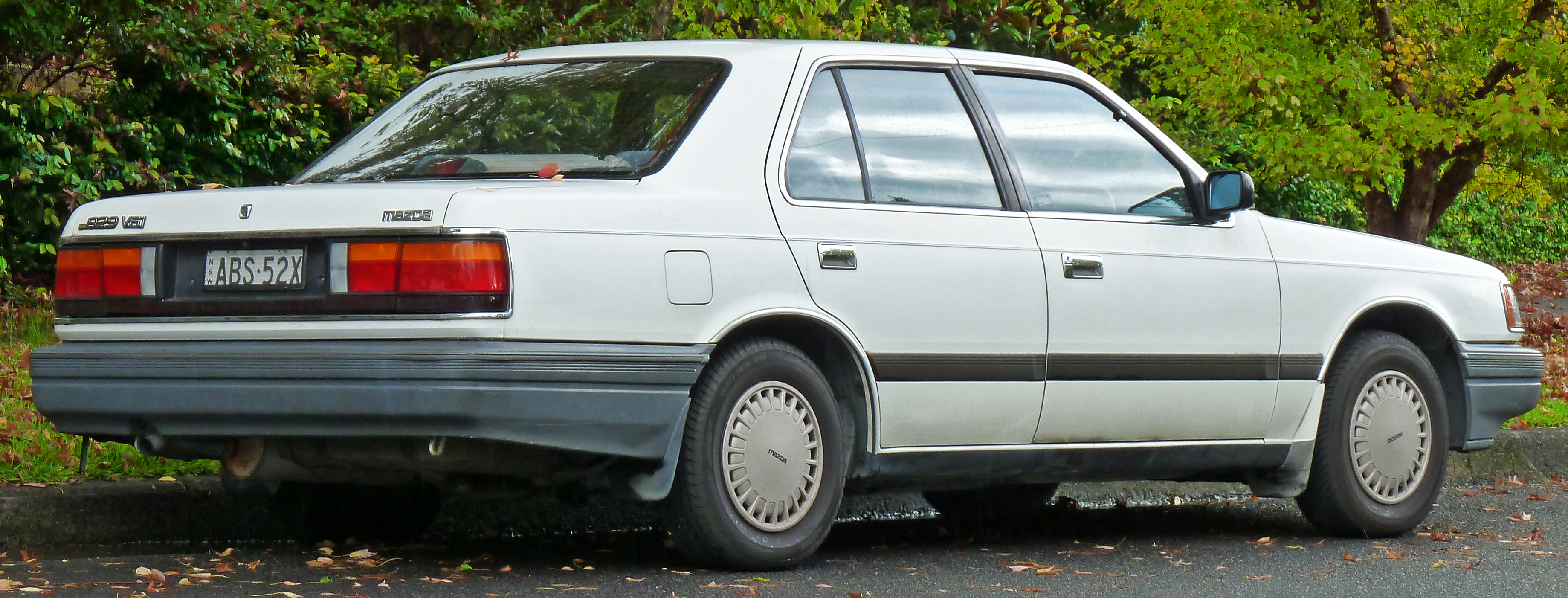
Mazda 929 седан (1987–1991)
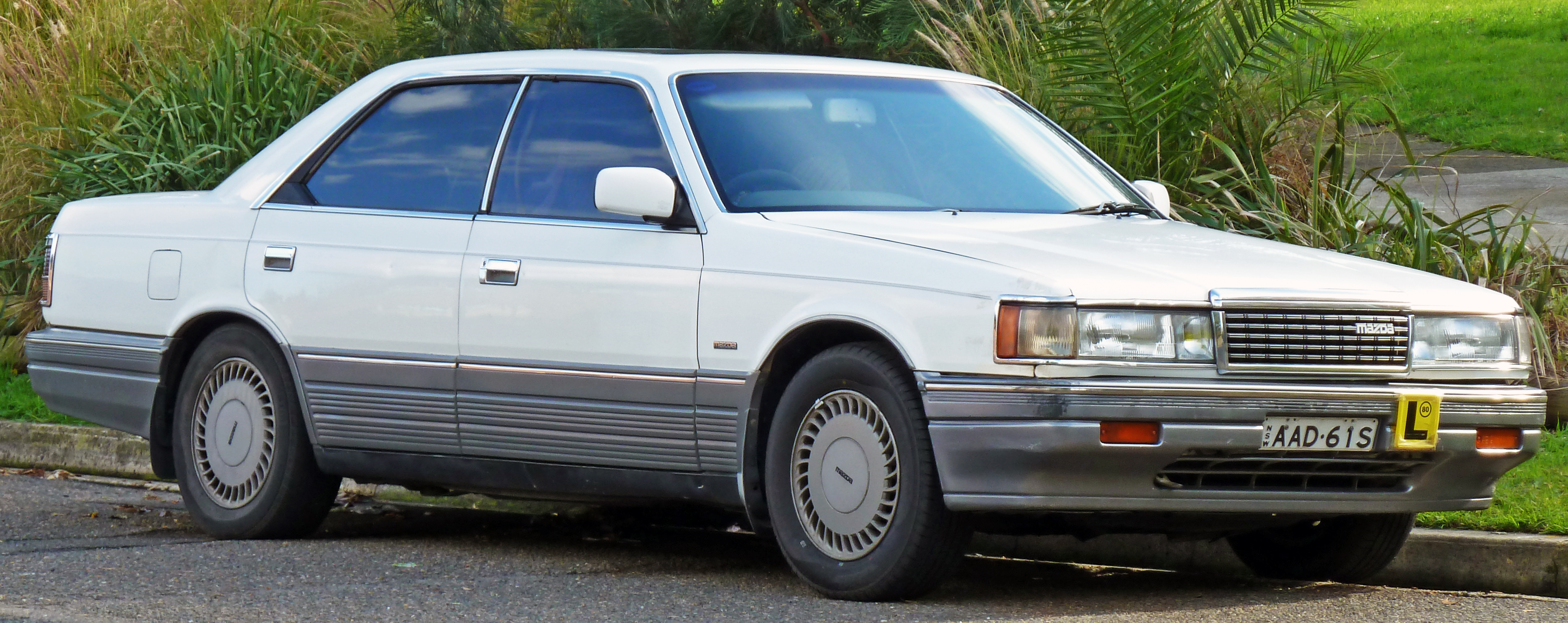
Mazda 929 hardtop (1987–1991)
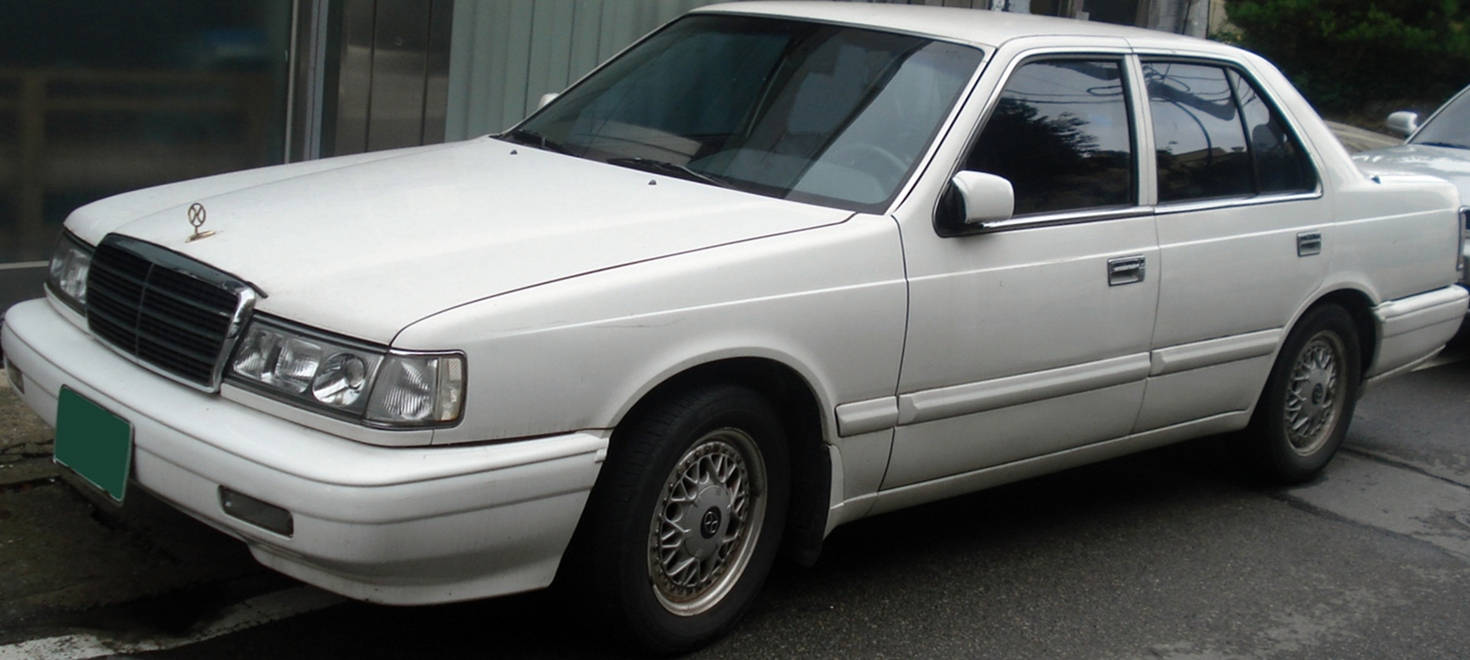
Kia Potentia
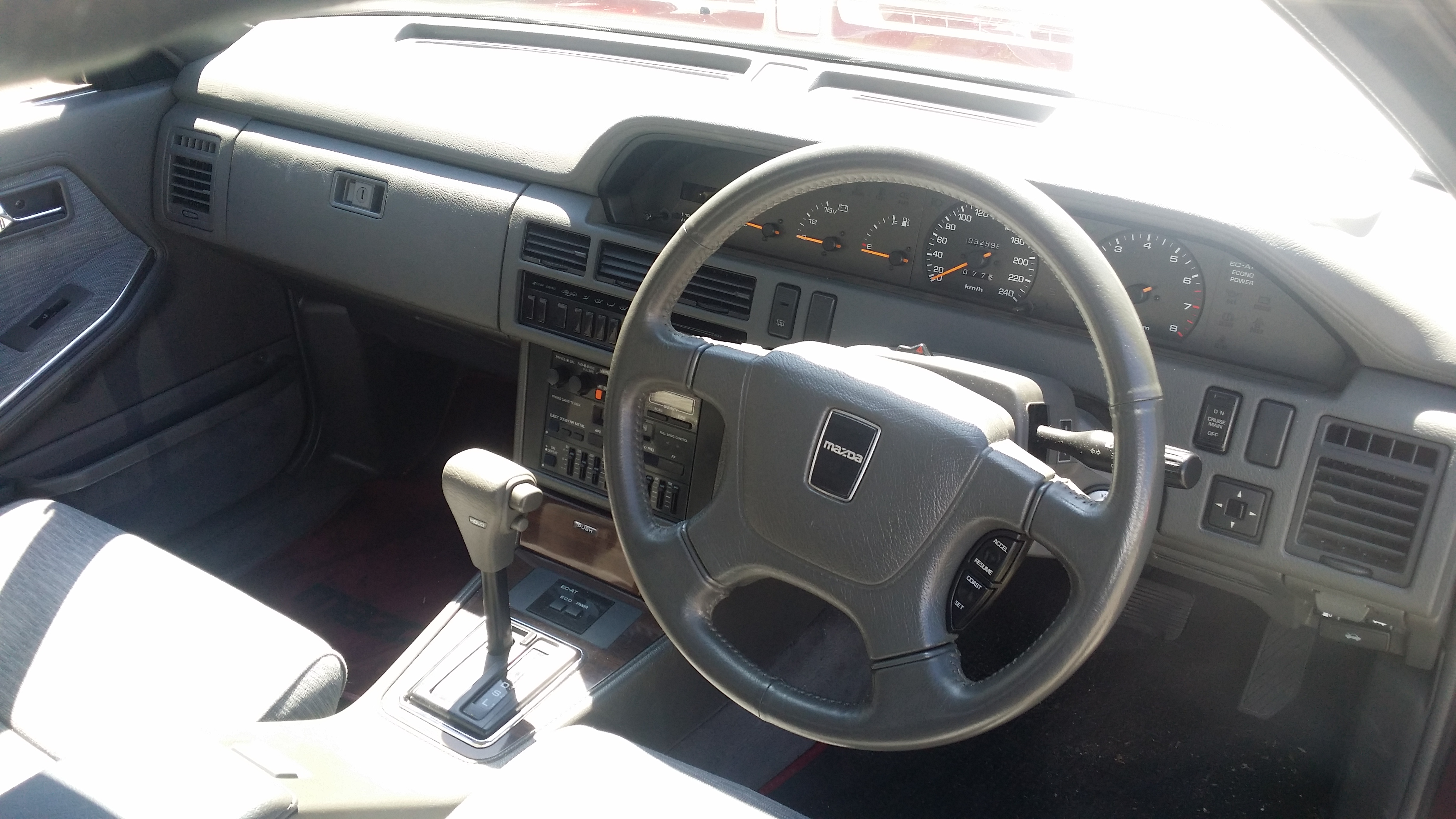

### Двигуни
- 2.0 л FE Р4
- 2.0 л JF V6
- 2.2 л F2 Р4
- 3.0 л JE V6
- 1.3 л 13B turbo Wankel

## П'яте покоління

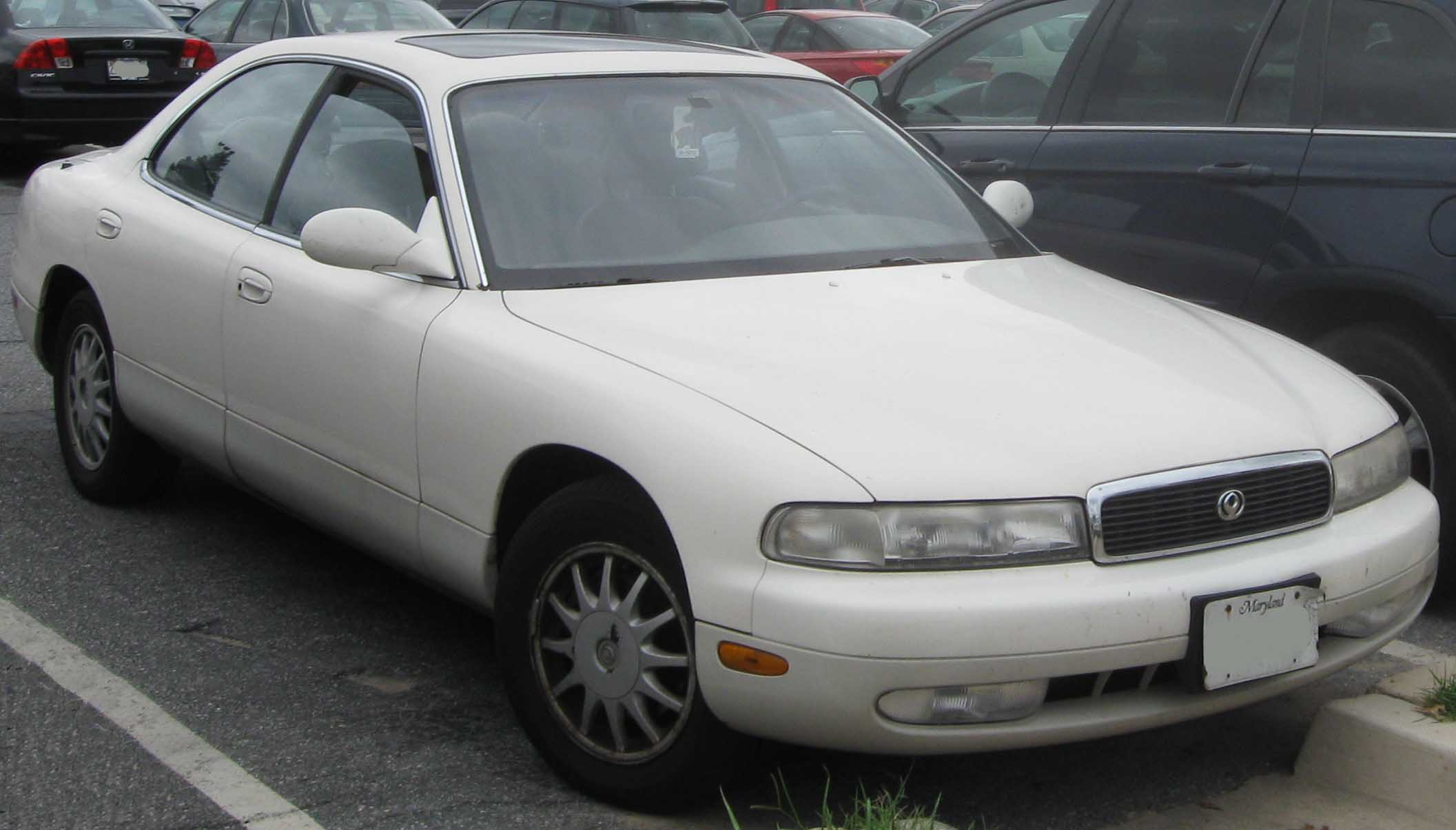
Mazda 929 5

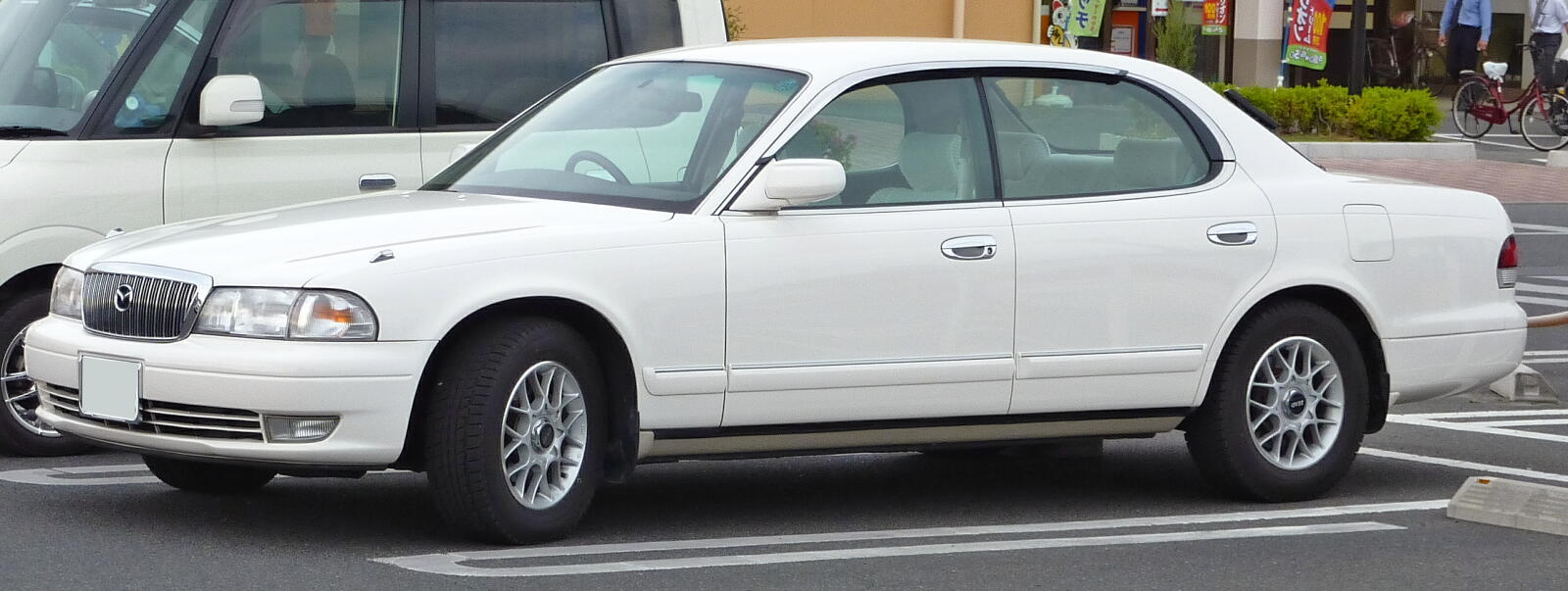
Mazda Sentia

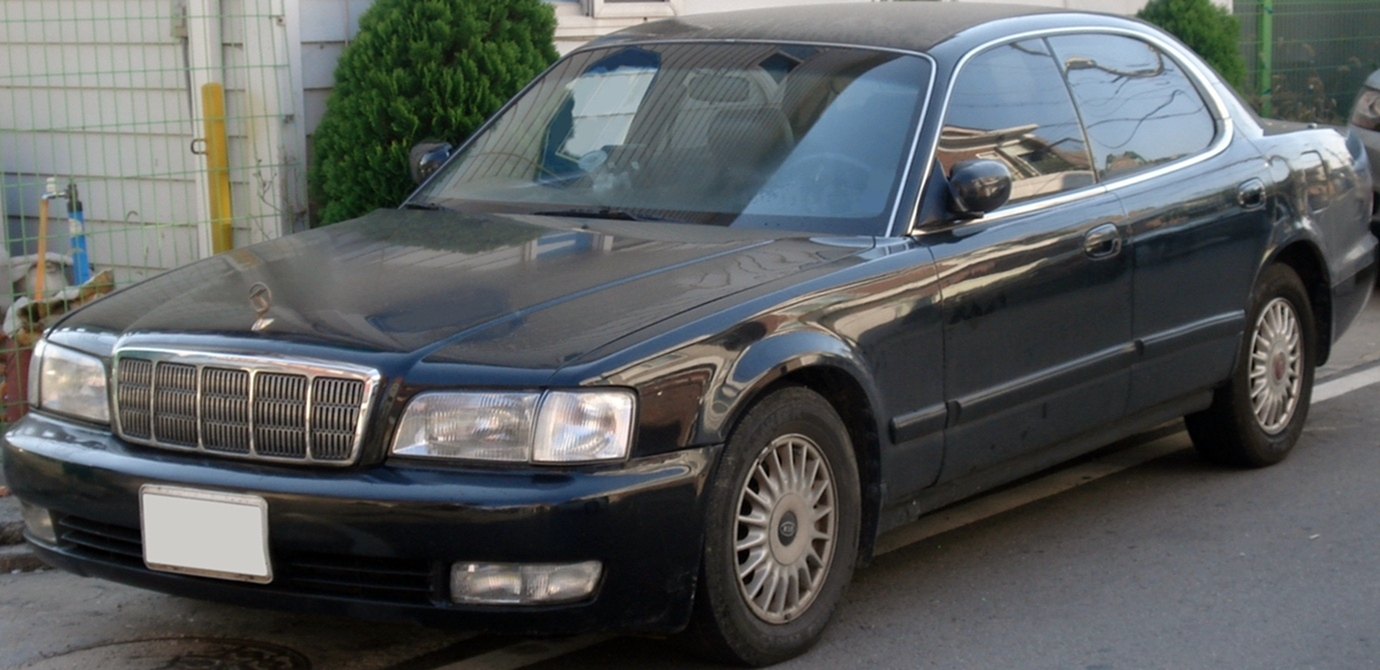
Kia Enterprise (1997–2003)

П'яте покоління протрималося на конвеєрі з 1991-го до 1995 року і пропонувалося тільки на деяких ринках, зокрема в Австралії та Канаді. На інших ринках пропонувалась нова передньоприводна модель Mazda Xedos 9.
На внутрішньомуяпонському ринку до 1999 року пропонувалась модель подібна на Mazda 929 під назвою Mazda Sentia, що відрізнялась формою кузова. Sentia в дещо зміненому вигляді виготовлялась в Пд. Кореї під назвою Kia Enterprise.

### Двигуни
- 2.5 л J5 V6
- 3.0 л JE V6 SOHC 160 к.с. (245 Нм)
- 3.0 л JE26 V6 DOHC 205 к.с. (272 Нм)